# Eulemur coronatus
Eulemur coronatus (vượn cáo mào đen) là một loài động vật có vú trong họ Lemuridae, bộ Linh trưởng. Loài này được Gray mô tả năm 1842.

## Hình ảnh

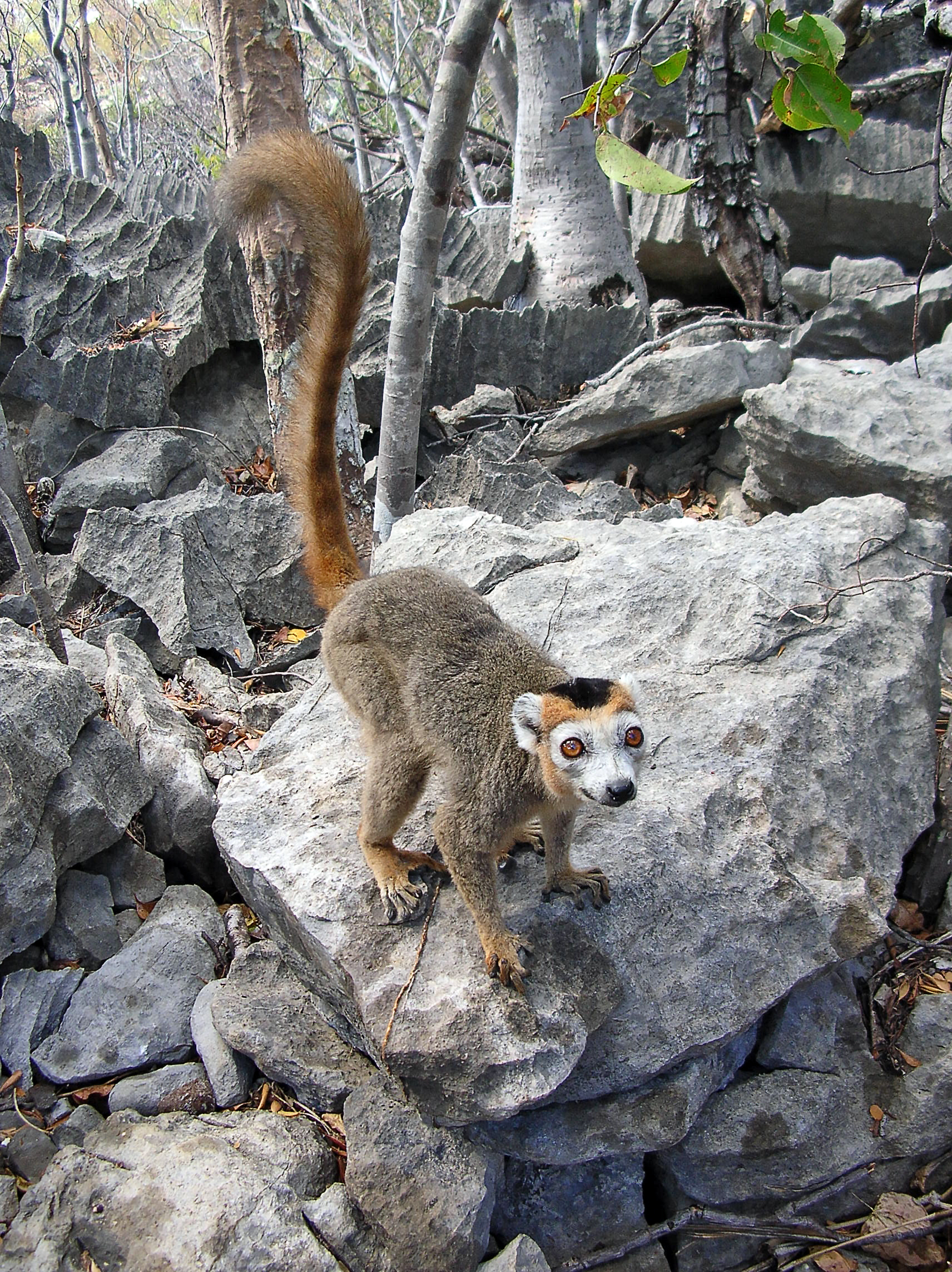
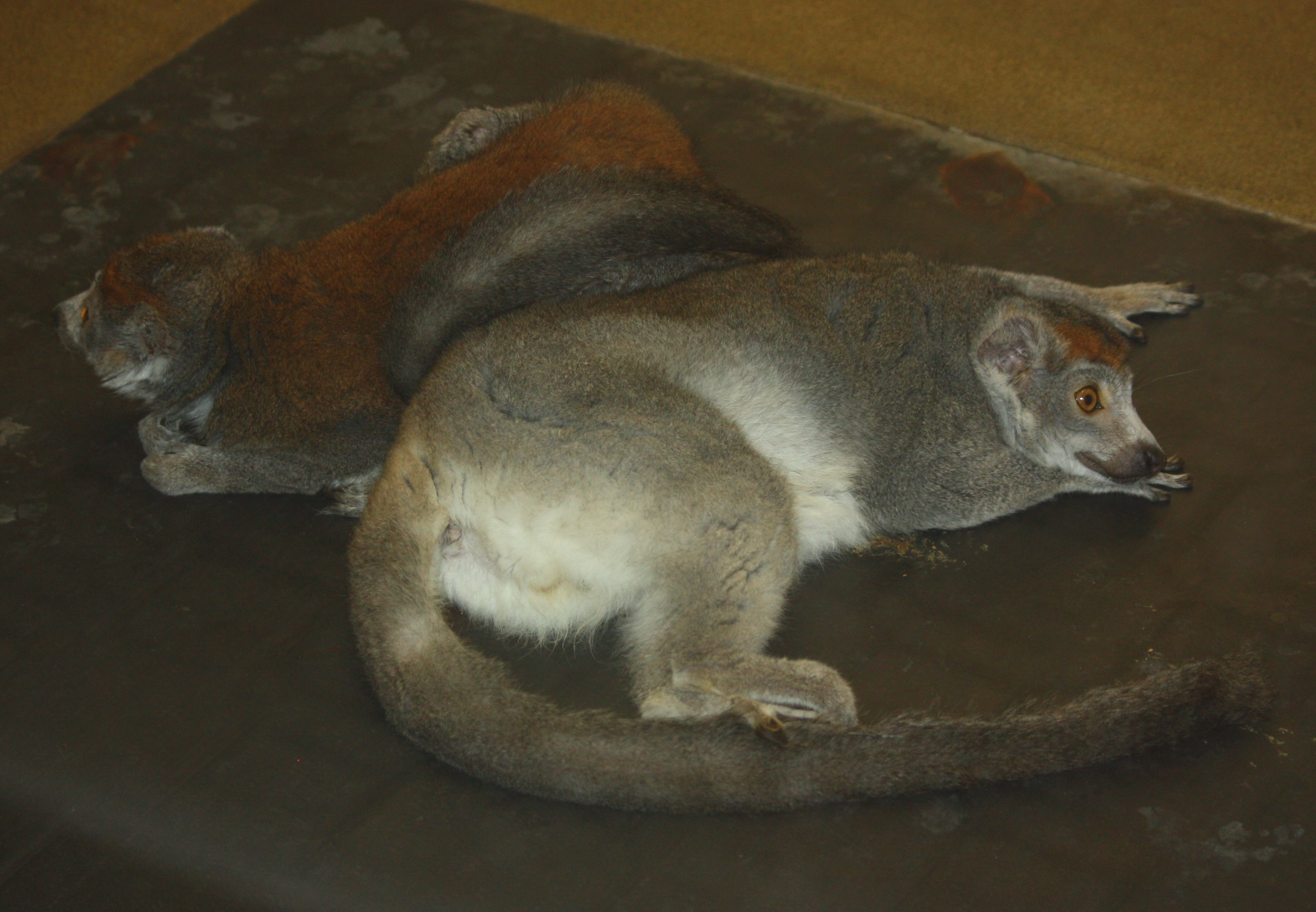
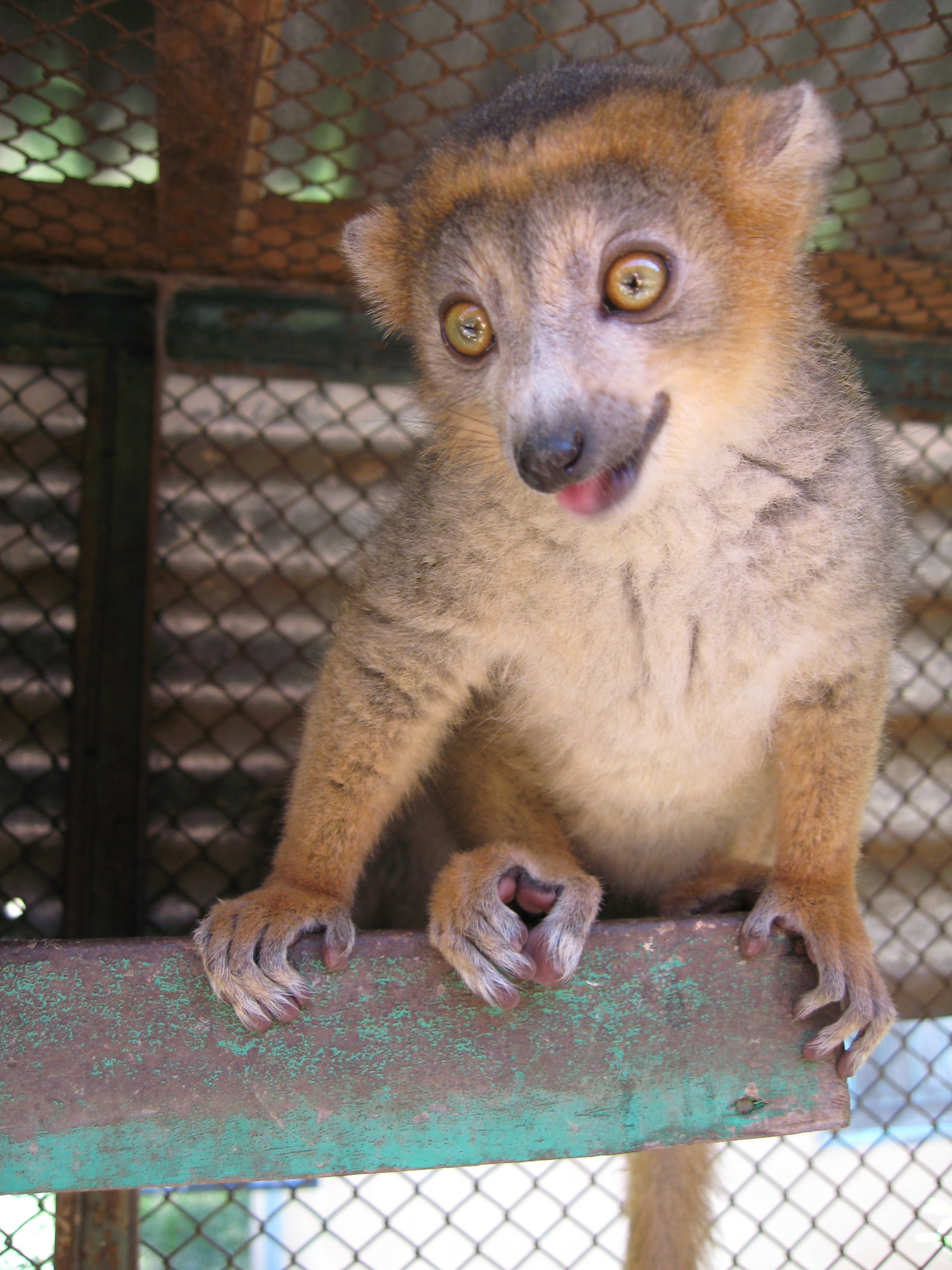
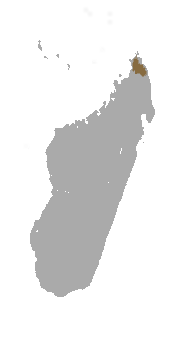